# District de Morat
Pour les articles homonymes, voir Morat (homonymie).
1798–1848
Entités précédentes :
- Bailliage de Morat

Entités suivantes :
- District du Lac

Le district de Morat est un ancien district du canton de Fribourg qui a existé de 1798 à 1848. En 1848, il rejoint le nouveau district du Lac.

## Préfets
Les préfets sont les suivants :
- 1824-1828 : Charles Griset de Forel[1] ;